# Kattenverbranding
Kattenverbranding was een ritueel in veel landen in middeleeuws Europa. Ter vermaak verzamelden mensen katten in een net en hesen ze in de lucht boven een vreugdevuur. De katten verbrandden levend. In de middeleeuwse en vroegmoderne tijd werden katten geassocieerd met ijdelheid en hekserij, Soms werden ze verbrand als symbolen van de duivel.

## Portugal
Kattenverbranding (Portugees: A queima do gato) is een traditioneel ritueel tijdens carnaval en het midzomerfeest.
De traditie verliep als volgt: Een levende kat werd in een kruik gestopt. Deze kruik wordt vervolgens met touwen tot boven op een met stro omwikkelde mast gehesen. De kat zit gevangen in de kruik en het riet wordt in brand gestoken. Zodra de touwen zijn doorgebrand valt de kruik en de kat kan zich bevrijden.  
Na protesten, onder andere na het online zetten van een video die het wrede ritueel liet zien in de gemeente Vila Flor in juni 2015 wordt de traditie sinds 2008 niet meer met echte katten gehouden en gebruikt men een speelgoedkat. 
In sommige dorpen bijvoorbeeld in Machialinho,  Chão dos Santos, Soito da Ruiva, Vila Flor en Sabugal wordt het ritueel van het verbranden van speelgoedkatten nog steeds gehouden tijdens het midzomerfeest, in het Portugees festa junina, Sint Jansdag, de feestdag ter ere van de geboorte van Johannes de Doper (24 juni).

## Andere landen in Europa
Het ritueel van het verbranden van een kat was gebruikelijk in Europa in de middeleeuwen. Het is beschreven in Baskenland, Frankrijk, Duitsland en Engeland. De traditie dateert uit het Keltische tijdperk. Strabo en Julius Caesar becommentariëren het offer van dieren en mensen in vreugdevuren.
Een citaat uit De Gids (1991): "In zijn boek 'Het civilisatieproces' vermeldt Norbert Elias dat het in Parijs in de zestiende eeuw gebruikelijk was ter verhoging van de feestvreugde op Sint-Jansdag een aantal katten levend te verbranden: ‘Deze festiviteit was zeer vermaard. Het volk verzamelde zich, er klonk feestelijke muziek. Onder een of andere stellage werd een grote brandstapel opgericht. Vervolgens hing men aan de stellage een zak of korf met katten erin. De zak of korf begon te smeulen. De katten vielen op de brandstapel en verbrandden, terwijl de menigte zich in hun gekrijs en gemiauw verlustigde. Gewoonlijk waren de koning en zijn hofhouding aanwezig. Soms liet men aan de koning of de dauphin de eer de brandstapel aan te steken. Naar verluidt werd er eens op speciaal verzoek van koning Karel IX een vos gevangen en mee verbrand.’.
Het voorbeeld van de kattenverbranding toont, zoals Elias opmerkt, hoezeer openbaar vermaak gebonden is aan de affectstandaarden van de deelnemers. De kattenverbrandingen op Sint-Jansdag zijn in Parijs tot ver in de achttiende eeuw doorgegaan; maar de koning en de adel deden er niet meer aan mee. Het feest was sociaal gedegradeerd tot ‘volksfeest’ in een meer moderne en beperkte betekenis van het woord: gesunkenes Kulturgut, waarvan de elites zich verre hielden."